# Tingskiftevej
Tingskiftevej er en ca. 200 meter lang gade som løber skråt mellem Svanemøllevej og Strandvejen på Østerbro. Kun Østerbro i København rummer en vej af dette navn.

## Gadens historie
Før 1917 var vejen en del af Svanemøllevej, men fik derefter sit konstruerede navn der giver mindelser om et navn på en mark. 
I midten af 1950'erne lå A. Plesner Davidsens Træimport i nr. 5

## Nævneværdige bygninger i gaden
Nr. 4 springer i øjnene. Huset er hvidpudset, asymmetrisk og har et stort zinkbeklædt ovalt oeil d’boeuf, og en ugledør! Egetræsplankerne har i svagt relief en udskåren ugle, hvis grønne øjne er dørspionerne. Bygningen er fredet og fra 1904.  Villaen blev opført som eget hus til arkitekten Andreas Clemmesen (1852-1928), kendt for bl.a. Mariakirken.